# De Vlotter
De Vlotter of Jagerslust was een kasteel in de Nederlandse buurtschap Noorddorp, provincie Noord-Holland. Van het kasteel zijn geen zichtbare restanten bewaard gebleven.
Op het kasteelterrein is rond 1900 een tuinderswoning gebouwd met de naam De Vlotter. Deze woning is een gemeentelijk monument.

## Geschiedenis
Aanvankelijk was het kasteel een allodiaal goed. Begin 14e eeuw was het in bezit van de edelman Gerrit Hofland, die al eind 13e eeuw actief was in Holland en waarschijnlijk rond 1260 was geboren. Hij werd opgevolgd door Dirk Hofland, zijn vermoedelijke zoon. Dirks zoon Gerrit droeg circa 1380 het huis De Vlotter op aan heer Wouter van Heemskerk, om het van hem in leen weer terug te ontvangen. Het leenheerschap ging eind 1380 echter over naar graaf Albrecht omdat de eigendommen van Wouter van Heemskerk verbeurd waren verklaard.
In 1404 werd Dirk Hofland Gerritszoon met De Vlotter beleend. Gravin Jacoba van Beieren bevestigde Dirk in 1429 als leenman van De Vlotter. Hertog Filips vernieuwde in 1439 de belening aan Dirk.  

### Inbeslagname
In 1444 deed Dirk Hofland Gerritszoon afstand van het huis ten gunste van Banjaert Saij, de secretaris van hertog Filips. Toen Banjaert rond 1469 overleed, ging De Vlotter over naar zijn zoon Philips Saij. Deze zou De Vlotter en al zijn bezittingen verliezen toen hij ter dood werd veroordeeld wegen sodomie. De Vlotter werd door de hertog in beslag genomen. Er was echter nog een erfgenaam, die eveneens Banjaert Saij heette. Hij probeerde het verlies van De Vlotter ongedaan te maken. Hij kreeg het kasteel niet terug, maar werd in 1497 wel gecompenseerd met een jaargeld van 14 Vlaamse ponden. In 1531 erfde zijn broer Floris dit jaargeld, maar al een dag later droeg hij dit over aan Gerrit van Assendelft.  
In 1536 was de Haarlemse schout Wouter van Bekesteijn met De Vlotter beleend. Hij diende echter wel de 14 pond jaarrente te voldoen aan de heer van Assendelft. In 1551 werd het leen omgezet in een rente, waardoor Wouter voortaan 37 pond per jaar ontving terwijl het kasteel met gronden werd verpacht.  

### Verwoesting en herbouw
In 1572 werd het kasteel door de Spanjaarden vernield, waardoor het niet langer lukte om er een pachter voor te vinden. Uiteindelijk pachtte de vader van rentmeester Johan Colterman het goed en zou het huis weer herbouwen.  
Arnoud Gijzels, de raad en rentmeester van de heren van kasteel Marquette, kocht in 1626 De Vlotter. Drie jaar later verkocht hij het goed door aan Johan de Hochepied.  

### Jachthuis
Voor Johan de Hochepied en zijn zoon Isaac was De Vlotter vooral van belang als jachtgebied. In 1630 werd het recht op vrije jacht verkregen voor het gebied dat onder Marquette viel. Toch waren er regelmatig problemen over de jachtrechten, maar Isaac wist de processen hierover te winnen. In een uitspraak van het Hof van Holland in 1660 werd gesteld dat De Vlotter reeds 400 jaar een riddermatig goed was met bijbehorende jachtrechten; niemand was daarom gerechtigd om eigenaar Isaac de Hochepied en zijn dienaren te belemmeren in het uitoefenen van de jacht.  
Isaac woonde overigens niet op De Vlotter. Hij gebruikte slechts het bijbehorende bouwhuis. Dit zorgde voor problemen bij het betalen van het haardstedengeld: de belastinginners berekenden de hoogte van de aanslag op het aantal in gebruik zijnde schoorstenen, maar Isaac beweerde dat het kasteel onbewoond was en dat hij dus alleen hoefde te betalen voor de enige schoorsteen die het bouwhuis telde. Hij wist hiermee veel geld te besparen en toen hij in 1676 overleed, liet hij zijn dochter Lucretia niet alleen De Vlotter maar ook een fortuin na. Lucretia en haar man Izaak Braije breidden het huis vervolgens uit.  

### 'Jagerslust'
Na het overlijden van Lucretia de Hochepied kocht de Amsterdamse koopman Albert Schuijt in 1710 De Vlotter. Ook hij gebruikte het als jachthuis, een reden voor hem om het de nieuwe naam Jagerslust te geven.  

In 1799 raakte het huis beschadigd bij de Slag bij Castricum tussen Frans-Bataafse troepen en het leger van binnenvallende Engelsen en Russen. Toenmalig eigenaar Albertus Cornelis Schuijt was een groot bedrag kwijt aan het herstellen van de schade. Hij overleed in 1814, een jaar later gevolgd door zijn echtgenote. Het huis werd nu verkocht aan Cornelis Gerlings, die Jagerslust weer zijn oude naam De Vlotter terug gaf.  

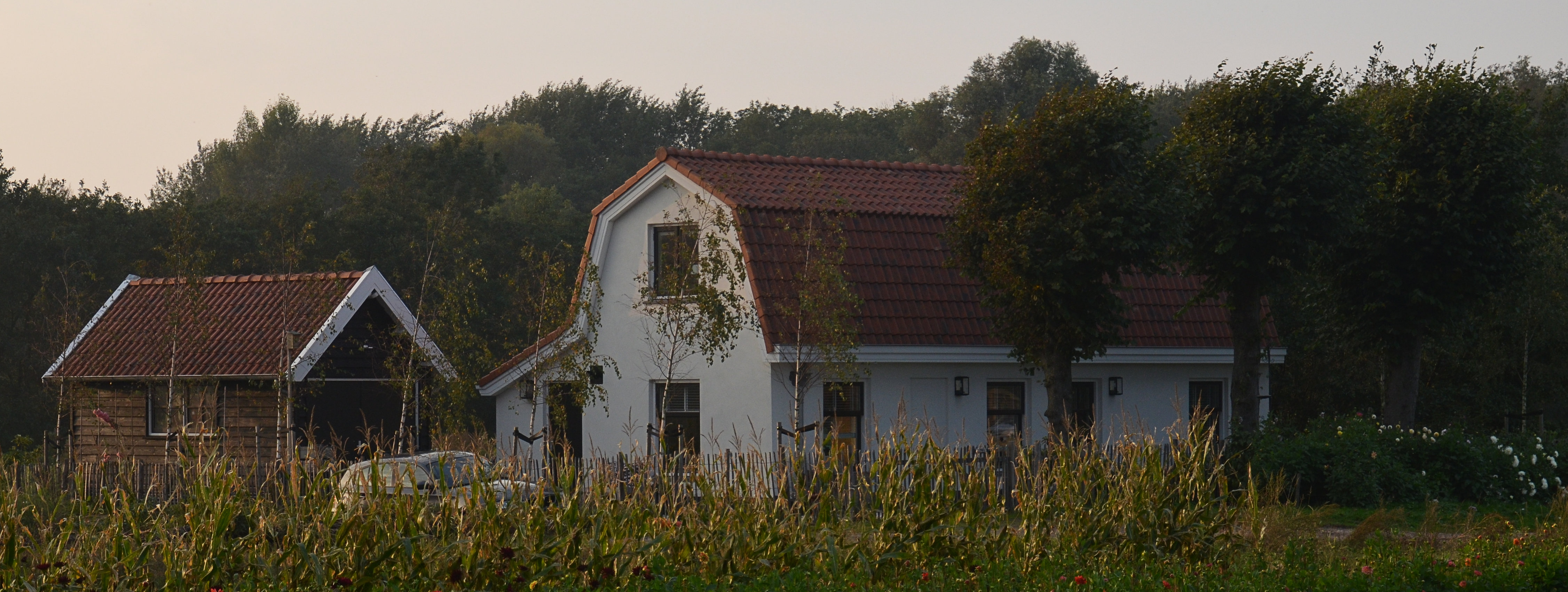
Tuinderswoning De Vlotter in 2017

### Afbraak
Na de dood van Cornelis Gerlings midden 19e eeuw werd De Vlotter gesloopt. Het puin werd hergebruikt als verharding voor de Oosterweg.  
Op het kasteelterrein werd rond 1900 een tuinderswoning met de naam De Vlotter gebouwd. Deze woning was begin 21e eeuw ernstig vervallen geraakt, maar is in 2016 gerestaureerd. De woning is een gemeentelijk monument.

## Beschrijving
Het is onbekend hoe het middeleeuwse De Vlotter er uit heeft gezien.
Een afbeelding uit 1730 toont een huis van één bouwlaag. Aan weerszijden van de smalle voordeur bevinden zich vijf ramen.
Adrichem · Aelbrechtsberg · Akersloot · Amstel · Amsterdam · Assendelft · Assumburg · Banjaert · Beeckestijn · Berkenrode · Boekel · Bollenhofstede · Ten Bosch · Brederode · Caprera · Ter Coulster · Cranenbroek · Dampegeest · Eenigenburch · Egmond · Heemstede · Hilversum · Ilpenstein · Jan Aernts woninge van Bennebroek · Keggenrode · Ter Kleef · Kostverloren · Kronenburg · Marquette · Merestein · Middelburg · Muiderslot · Nederhorst · Nieuwburg · Nuwendoorn · Oud Haerlem · De Park · Poelenburg · Purmersteijn · Radboud · Huis te Ramp · Reewijk/Rietwijk · Rolland · Ruysdael · Schagen · Huis te Schoten · Sparenwoude · Te Spijk · Swanenburch · Sypesteyn · Tetrode · Teylingerbosch · Torenburg · Velsen · De Vlotter · Vogelenzang · Ter Wijc · Wijdenes · Ypestein · Te Zaanen